# Melocactus violaceus

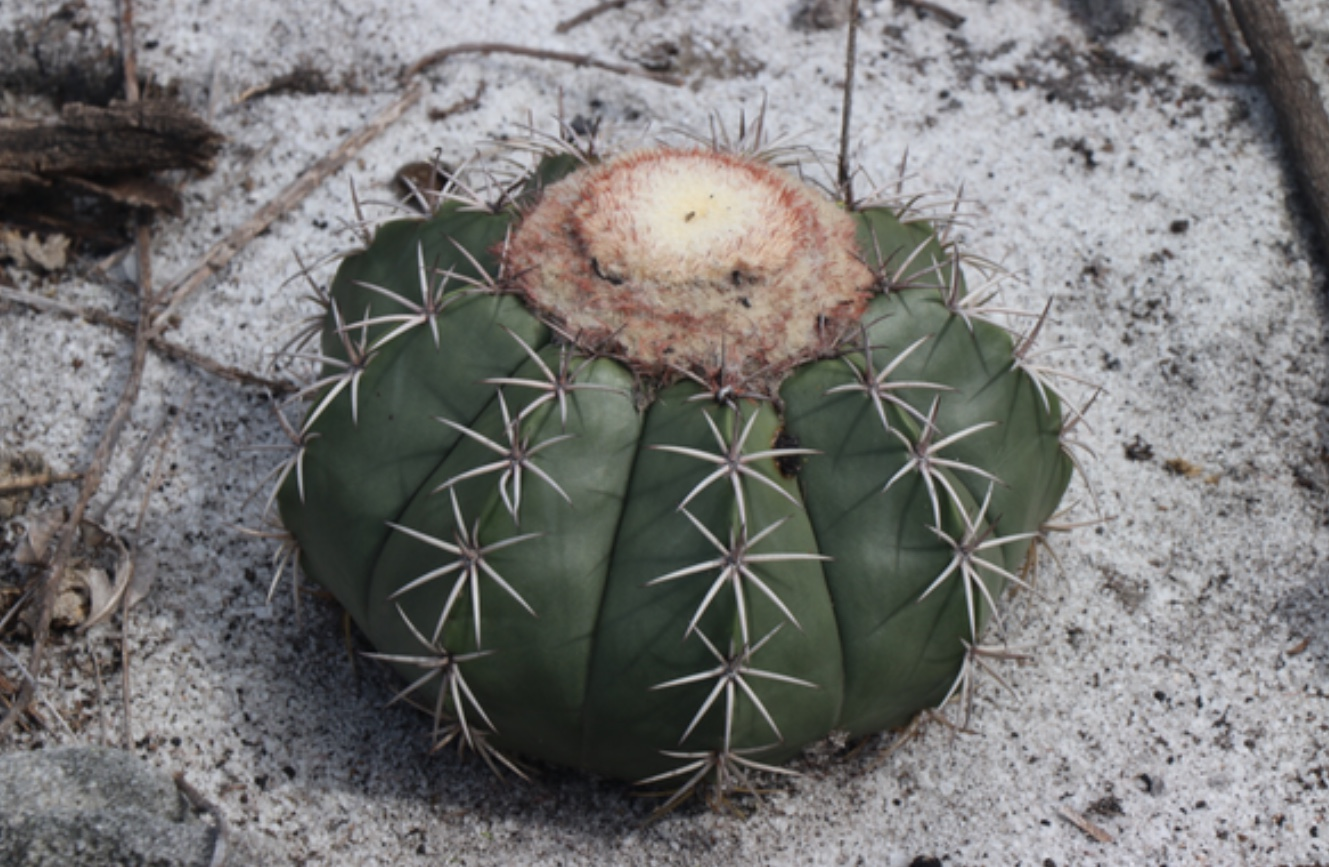
Melocactus violaceus subsp. ritteri Bahia 2018

Melocactus violaceus ist eine Pflanzenart aus der Gattung Melocactus in der Familie der Kakteengewächse (Cactaceae). Das Artepitheton violaceus stammt aus dem Lateinischen, bedeutet ‚violett‘ und verweist auf den violetten Farbton der jungen Dornen der Art.

## Beschreibung
Melocactus violaceus wächst mit dunkelgrünen Körpern, die Wuchshöhen von 5 bis 20 Zentimetern und Durchmesser von 6 bis 20 Zentimetern erreichen. Es sind 5 bis 15 Rippen vorhanden. Die sehr schlanken Dornen sind bräunlich, besitzen eine dunklere Spitze und sind oft grau überhaucht. Mitteldornen sind nicht vorhanden. Die 5 bis 8 geraden oder leicht gebogenen Randdornen erreichen Längen von 1,4 bis 2,4 Zentimetern. Die untersten werden bis 3 Zentimeter lang. Das aus hellroten, feinen Borsten und reichlich weißer Wolle gebildete Cephalium wird bis 6 Zentimeter hoch (selten auch höher) und erreicht Durchmesser von 3,5 bis 8,5 Zentimeter.
Die tiefrosafarbenen Blüten ragen deutlich aus dem Cephalium heraus. Sie sind 1,5 bis 2,5 Zentimeter lang und weisen Durchmesser von 6 bis 14 Millimeter auf. Die hellrosafarbenen bis dunkler rosafarbenen bis fliederfarben-rosafarbenen oder weißen Früchte sind 1,2 bis 1,9 Zentimeter lang.

## Systematik, Verbreitung und Gefährdung
Melocactus violaceus ist im Nordosten Brasiliens verbreitet.
Die Erstbeschreibung erfolgte 1835 durch Ludwig Georg Karl Pfeiffer. Ein nomenklatorisches Synonym ist Melocactus melocactoides var. violaceus (Pfeiff.) Rizzini (1982).
Es werden folgende Unterarten unterschieden:
- Melocactus violaceus subsp. violaceus
- Melocactus violaceus subsp. margaritaceus N.P.Taylor
- Melocactus violaceus subsp. ritteri N.P.Taylor

Melocactus violaceus wird in der Roten Liste gefährdeter Arten der IUCN als „Vulnerable (VU)“, d. h. gefährdet eingestuft. Dies galt 2002 auch für die Unterarten Melocactus violaceus subsp. violaceus und Melocactus violaceus subsp. margaritaceus. Melocactus violaceus subsp. ritteri galt hingegen als „Critically Endangered (CR)“, d. h. vom Aussterben bedroht. Bei der Aktualisierung 2010 wurden die Unterarten nicht neu bewertet und aus der roten Liste entfernt.

## Nachweise